# Луч Труда
Луч Труда́ (рос. Луч Труда) — селище у складі Бугурусланського району Оренбурзької області, Росія.

## Населення
Населення — 10 осіб (2010; 44 у 2002).
Національний склад (станом на 2002 рік):
- мордва — 66 %
- росіяни — 32 %